# 太平桥镇 (浏阳市)
太平桥镇为中国湖南省浏阳市下辖镇，位于浏阳市中部偏西。辖域南与枨冲镇接壤，西与葛家乡、洞阳镇毗邻，北接蕉溪乡，东连集里街道。全镇辖域总面积99.8平方公里，总人口20,129人(2000年人口普查)，下辖2个社区、4个行政村。
2015年9月，中共湖南省委、湖南省人民政府开展全省乡镇区划调整改革
。11月，《浏阳市人民政府关于调整部分乡镇行政区划的通知》（浏政发〔2015〕14号）获得湖南省民政厅批准。其中，太平桥镇、集里街道成建制合并设立集里街道。

## 现行行政区划
全镇下辖2个社区、4个行政村：
太平桥社区、锦美社区、唐家园村、宏源村、星镇村和合盛村。